# 桌袱料理

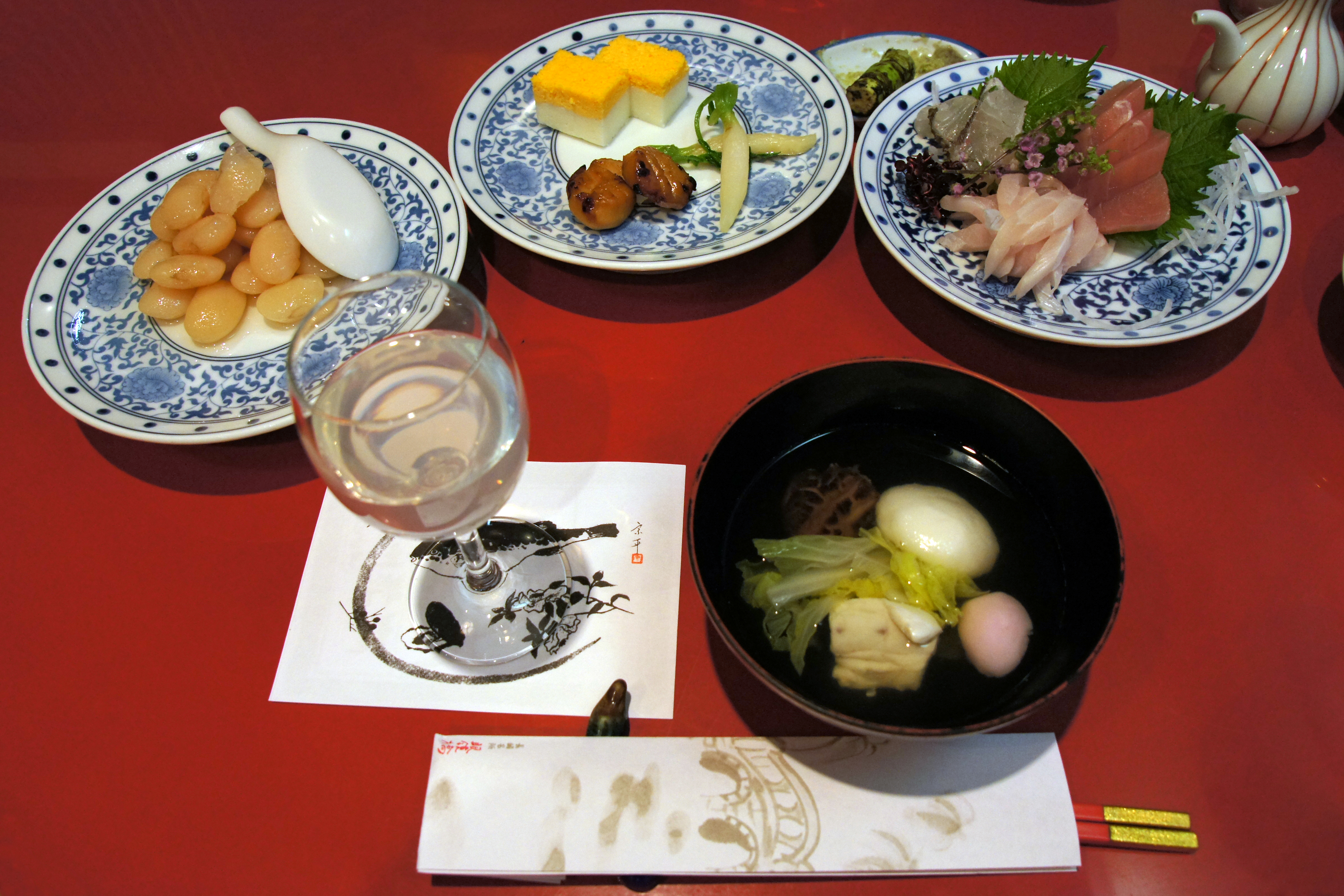
卓袱料理，是指日本式的中國宴席菜

卓袱料理（日语：しっぽくりょうり），是指日本式的中國宴席菜，是在日本鎖國時代傳入日本的，一般是用以接待客人專用的宴會料理。
卓袱料理是將各種菜品放置於圓形青花瓷盤中分食，與一般日本會席料理是各人以較小的食器裝盛顯然不同。卓袱料理的價格與一般日本宴席料理相近，通常一人份的也要將近一萬日元以上。
以位於長崎市創立於文化十年（1813年）的知名料庭“一力料理店”為例，其於午餐供應的姬重卓袱料理，是將菜餚裝在三層的提籃中，並盛裝各式少份量的多種單品菜餚。其中東坡肉是常見的菜色。
折叠矮脚餐桌最初被称为“卓袱台”。江户时代末期，长崎的料理店使用的就是这种餐桌。后来随着中国人的到来，中餐开始盛行，且逐渐被融入了日本特色，各自分食的料理便开始普及，这种料理被称为“卓袱料理”。
“卓袱”一词原指中国人铺在餐桌上的桌布。“卓袱台”的原始模样类似于中式椅子，而后演变成与日本住宅相匹配的坐式圆形餐桌，名称也变为了“矮脚餐桌”。